# Tommy Igoe
Thomas Robert Igoe (Jersey City, 18 november 1964) is een Amerikaanse jazz-drummer, slagwerker en bigband-leider.
Igoe, zoon van drummer Sonny Igoe, begon op zijn tweede te drummen, toen hij tien was ging hij klassiek piano spelen. Hij was actief als studiodrummer en sideman bij tournees voor jazzmusici en popartiesten. Hij speelde in de bigband van de acteur, saxofonist en arrangeur Lew Anderson, die sinds augustus 1997 elke vrijdag speelde in Birdland Jazz Club in New York. Na het overlijden van Anderson in 2006 nam Igoe de leiding van de band over, nu The Birdland Big Band geheten. Met het orkest speelt hij sindsien hedendaags werk (ook van buiten de landsgrenzen), nieuwe arrangementen en 'vergeten' of zeldzame historische composities. Onder zijn leiding zijn van de groep drie cd's verschenen (2015). 
Rond 2011 verhuisde de drummer naar San Francisco, waar hij een nieuwe bigband oprichtte, The Tommy Igoe Groove Conspiracy, bestaande uit musici uit groepen als Santana, Tower of Power en Steely Dan. Met deze band stond hij eerst in 'Rrazz Room', later speelde hij op dinsdag's in 'The Addition' (voorheen 'Yoshi's San Francisco'). De muziek maakt onder andere uitstapjes naar bijvoorbeeld funk en R&B. Ook van dit gezelschap is werk op de plaat verschenen.
Igoe is te horen op albums van onder andere New York Voices, Michael Zilber, The Chieftains en Art Garfunkel. 
In 2014 won Igoe de Modern Drummer Readers Pol in de categorie beste jazzdrummer.
Igoe is de oprichter van Deep Rhythm Music, de paraplu voor een platenstudio, uitgeverij en platenlabel. Igoe geeft les (een van zijn leerlingen was Brendan Buckley) en begon in 2013 met online-drumlessen.  Ook schreef hij verschillende instructieboeken (met bijbehorende dvd's).

## Discografie
- New Ground, Deep Rhythm, 1996

Birdland Big Band:
- The Lew Anderson Tribute Concert (live), 2007
- Live from New York, 2009
- Eleven, ca. 2011

Tommy Igoe Groove Conspiracy:
- Tommy Igoe Groove Conspiracy, 2014

## Instructiemateriaal (selectie)
- Getting Started on Drums (dvd)
- Groove Essentials 1.0 (boek)
- groove Essentials 2.0 (boek, dvd)